# Шад-Магаль
Шад-Магаль (перс. شادمحل) — село в Ірані, у дегестані Дашт-е Сар, у бахші Дабудашт, шагрестані Амоль остану Мазендеран. За даними перепису 2006 року, його населення становило 4065 осіб, що проживали у складі 1095 сімей.